# Dharmsala
Dharmsala ou dharamsala est un terme surtout utilisé sur le sous-continent indien et qui vient du sanskrit. Dharmasala : une cour de justice, un tribunal, une maison charitable, une maison religieuse.
En punjabi, le mot désigne un lieu de culte ou un village accueillant. Le mot servait à une époque à caractériser une auberge qui hébergeait des pèlerins en route vers un lieu saint.
Dans le sikhisme, la tradition remonte à Guru Nanak qui enjoignait de construire des lieux de prières et où les problèmes de la communauté devaient être résolus. Au cours des siècles, un dharamsala a été l'endroit où résidait le guru vivant des sikhs, mais aussi une maison où la compassion régnait tant que ses habitants nourrissaient et hébergeaient les pèlerins. Un dharamsala a été dans le sikhisme un endroit où le dharma était pratiqué, c'est-à-dire la religion pas à titre individuel mais comme un mode de vie. Le mot gurduaras devenu gurdwara: portail du Guru, est venu remplacer le mot dharamsala pour parler des temples sikhs. Cependant un courant religieux sikh fondé au XIXe siècle, le Namdhari utilise toujours ce nom de dharmsala pour désigner leurs temples.